# Adrian Kantrowitz
Adrian Kantrowitz (* 4. Oktober 1918 in New York City; † 14. November 2008 in Ann Arbor, Michigan) war ein US-amerikanischer Herzchirurg. Er war weltweit der zweite Chirurg, der eine Herztransplantation durchführte. Kantrowitz entwickelte einen frühen Herzschrittmacher (der erste, der kommerziell erhältlich war) und andere Geräte und Prothesen in der Kardiologie, darunter die Intraaortale Ballonpumpe (IABP) und das Linksherzunterstützungssystem (LVAD).

## Leben
Kantrowitz war der Sohn eines Klinikdirektors in der Bronx und einer Kostümdesignerin, die unter anderem für die Ziegfeld Follies entwarf. Er studierte zunächst im Hauptfach Mathematik an der New York University (Bachelor 1940) und dann Medizin am Long Island College of Medicine (heute SUNY Downstate Medical Center), wo er 1943 seinen M. D. Abschluss machte. In seiner Internship am Jewish Hospital of Brooklyn wollte er zuerst Neurochirurg werden, wechselte aber nach seinem Militärdienst wegen fehlender Ausbildungsstellen für Neurochirurgen zur Herzchirurgie. Zwei Jahre war er im Zweiten Weltkrieg Feldchirurg der US Army und brachte es bis zum Major.
Nach dem Krieg setzte er seine Facharztausbildung (Residency) am Mount Sinai Hospital in New York City und am Montefiore Hospital in der Bronx fort, wo er ab 1948 war und Chief Resident wurde. Während der Zeit am Montefiore Hospital war er auch zwei Jahre als Fellow am Medical College der Case Western Reserve University. 1955 bis 1970 war er am Maimonides Medical Center in Brooklyn. Er war dort 1955 bis 1964 Leiter der Herzchirurgie (Cardiovascular Surgery) und ab 1964 der Chirurgie (Director of Surgical Services). Nachdem er schon 1952 Instructor für Chirurgie am New York Medical College war, wurde er 1955 Assistant Professor für Chirurgie an der State University of New York at Stony Brook (SUNY) am Downtown Medical Center, ab 1964 mit einer vollen Professur.
1970 kam es zu Spannungen mit der Leitung des Maimonides Hospital, als die öffentliche Meinung sich aufgrund einer Reihe nicht erfolgreicher Operationen gegen Herztransplantationen wandte. Kantrowitz zog mit seinem gesamten aus 25 Personen bestehenden Team einschließlich Schwestern und Technikern sowie seinen drei Millionen Dollar Forschungsgeldern ans Sinai Hospital in Detroit (heute Sinai-Grace-Hospital). Dort war er auch Professor für Chirurgie an der Wayne State University Medical School. Bis 1975 stand er dort der Chirurgie vor, 1975 bis 1983 leitete er die Herzchirurgie und 1983 bis 1993 die chirurgische Forschung. 1993 ging er offiziell in den Ruhestand, arbeitete aber noch einige Jahre weiter.
2001 erhielt er den Lifetime Achievement Award der American Society for Artificial Internal Organs.
Er war seit 1947 mit Jean Rosensaft verheiratet, die in der Verwaltung des Labors des Maimonides Medical Center war. Gemeinsam gründeten sie 1983 eine Firma für medizinische Geräte aus der Kardiologie (LVAD Technology). Er hatte zwei Töchter (eine wurde Kardiologin, eine Radiologin) und einen Sohn, der Neurochirurg wurde.

## Werk
Kantrowitz baute schon als Jugendlicher ein eigenes Elektrokardiogramm-Gerät aus Radioteilen. Er entwickelte ab Anfang der 1950er Jahre medizinische Geräte wie künstliche Herzteile und eine Herz-Lungen-Maschine, die 1958 in einer Operation an einem Jungen benutzt wurde. Bei seinen experimentellen Operationen an Tieren entstanden auch 1951 die ersten Filme von offenen Herzen (wie des Öffnens und Schließens der Mitralklappe, gefilmt bei Experimenten mit Hunden), die er am 16. Oktober 1951 vor 350 Ärzten an der New York Academy of Sciences vorführte.
Anfang der 1960er Jahre entwickelte er einen der ersten Herzschrittmacher in Zusammenarbeit mit General Electric. Sie wurden zuerst 1961 implantiert.
Mit seinem Bruder Arthur Kantrowitz (einem Physiker) entwickelte er künstliche Herzteile wie eine künstliche Pumpe, das Linksherzunterstützungssystem, Left Ventricular Assist Device (LVAD). Der erste Patient, dem sie diesen 1966 implantierten, überlebte nur einen Tag (er starb an einem schon vorhandenen Leberschaden), der zweite schon zwei Wochen. 1971 implantierte er ein teilweise künstliches Herz einem Patienten, der drei Monate überlebte und der erste so behandelte Patient war, der ein Krankenhaus verließ. Kantrowitz experimentierte Ende der 1950er Jahre auch mit einem Booster-Herz, indem er Teile des Bauchfells, das mit dem Herz über ein Radiosignal synchronisiert pumpte, als Unterstützung für das natürliche Herz implantierte. Er demonstrierte das 1959 bei Hunden, sah aber vom Einsatz beim Menschen ab, da er dies für verfrüht hielt. Schon 1954 entwickelte er mit anderen eine künstliche Herzklappe.
Mit seinem Bruder entwickelte er auch die Intraaortale Ballonpumpe weiter. Sie geht auf Entwicklungen in den 1950er Jahren zurück, als Kantrowitz 1953 entdeckte, dass eine Erhöhung des arteriellen diastolischen Drucks bei Hunden den Blutfluss zum Herzen um 22 bis 53 Prozent erhöhte. Es entstand dann die Idee, durch Gegenpumpen (weniger Blutzufluss in der Systole, mehr in der Diastole) das Herz bei einem Herzanfall zu entlasten. 1961 entwickelte R. H. Clauss eine entsprechende Maschine, die aber mit Blutfluss außerhalb des Körpers operierte, und 1962 S. D. Moulopoulos einen in die Arterie eingeführten Ballon, der mit dem EKG synchronisiert auf- und abgepumpt wurde. Kantrowitz entwickelte dies weiter und wandte das Verfahren zuerst 1967 bei einem Patienten an. In den 1980er Jahren setzte sich das Verfahren allgemein in der Notfallmedizin in den USA durch, da es relativ unkompliziert anzuwenden war und nur lokale Anästhesie erforderte.
Mitte der 1960er Jahre war er auch in einem Wettlauf mit Christiaan Barnard in Südafrika um die erste Herztransplantation, an der er schon mit seiner Abteilung rund fünf Jahre an Hunden experimentierte. Er wollte die Operation schon Juni 1966 an einem Baby durchführen, der Organspender wurde aber nicht rechtzeitig für hirntot erklärt. Barnard kam ihm am 3. Dezember 1967 zuvor, Kantrowitz folgte am 6. Dezember mit der ersten Herztransplantation in den USA, durchgeführt an einem 19 Tage alten Baby, das ansonsten an einem angeborenen Herzfehler gestorben wäre. Es überlebte nur 6 Stunden. Weitere US-amerikanische Chirurgen, die damals frühe Herztransplantationen durchführten waren Michael DeBakey, Denton Cooley, Norman Shumway und Richard Lower (Medical College of Virginia).
Kantrowitz betätigte sich auch außerhalb der Kardiologie erfinderisch. Er erfand während seiner Facharztausbildung in Neurochirurgie eine neue Klammer für Schädelöffnungen und experimentierte 1961 als erster mit elektronischen Signalen zur Muskelstimulierung (in Experimenten mit Hunden), später angewandt bei querschnittsgelähmten Patienten. Er erfand auch ein Gerät, das gelähmten Patienten über ein Radiosignal ermöglichte, ihre Blase zu entleeren.